# ماکس نیدرلاگ
ماکس نیدرلاگ (انگلیسی: Max Niederlag؛ زادهٔ ۵ مهٔ ۱۹۹۳) دوچرخه‌سوار اهل آلمان است.
وی در مسابقات کشوری و بین‌المللی در مجموع برندهٔ ۱ مدال نقره، ۲ مدال برنز شده‌است.